# Prácheňské muzeum
Prácheňské muzeum je oblastní muzeum v Písku, které se nachází v prostorách gotického píseckého hradu. Vchod do muzea je branou písecké radnice z Velkého náměstí.

## Historie
Založeno bylo roku 1884, kdy ještě sídlilo v různých objektech po městě. Od roku 1902, kdy byla budova hradu opuštěna vojskem, byly dány tyto prostory pro potřeby muzea. Na začátku jeho existence byl ředitelem muzea známý historik August Sedláček. Během dvacátého století se muzeum rozšířilo o další prostory v přestavěném severním křídle hradu a bývalých tereziánských kasárnách.
V letech 1984–1993 bylo muzeum uzavřeno a během této doby proběhla generální rekonstrukce celého areálu. V roce 1990 obdrželo muzeum přívlastek Prácheňské, symbolizující název někdejšího Prácheňského kraje.
18. května 1993, na Mezinárodní den muzeí, se písecké muzeum opět otevřelo. Na návštěvníky zde čekaly nově a moderně pojaté expozice zaměřené na dějiny a přírodu píseckého regionu. Oblíbená je unikátní expozice živých ryb.
V roce 1996 obdrželo Prácheňské muzeum cenu Evropské muzeum roku.
Po dlouhém jednání došlo k rozhodnutí rozšířit expozice muzea v prostoru vedlejší budovy sladovny. V průběhu několika let vznikly dvě nové expozice Písecký venkov v 19. století a Obrazová galerie českých panovníků, doplněné originály sochařské výzdoby Kamenného mostu. K slavnostnímu otevření došlo 18.5.2010. Tyto expozice se také široké veřejnosti představily na Muzejní noci dne 21.5.2010.

## Současnost
V současné době se tato instituce věnuje kromě publikační a odborné činnosti práci s veřejností. V průběhu sezony (březen - prosinec) nabízí návštěvníkům celou řadu výstav, přednášek či akcí jako např. Muzejní noc nebo Předvánoční burza minerálů.

## Stálé expozice
- Pravěk a doba slovanská
- Počátky hradu a města Písku
- Dějiny regionu
- Chráněná území Písecka
- Nerostné bohatství
- Kulturní tradice města Písecka
- Zlato v Pootaví
- Ryby a rybářství
- Písecký venkov 19. století
- Obrazová galerie českých panovníků

Součástí muzea jsou rovněž Památník Adolfa Heyduka v Tyršově ulici č. 438, Památník města Protivína, a pozorovací věž v Národní přírodní rezervaci Řežabinec a Řežabinecké tůně.

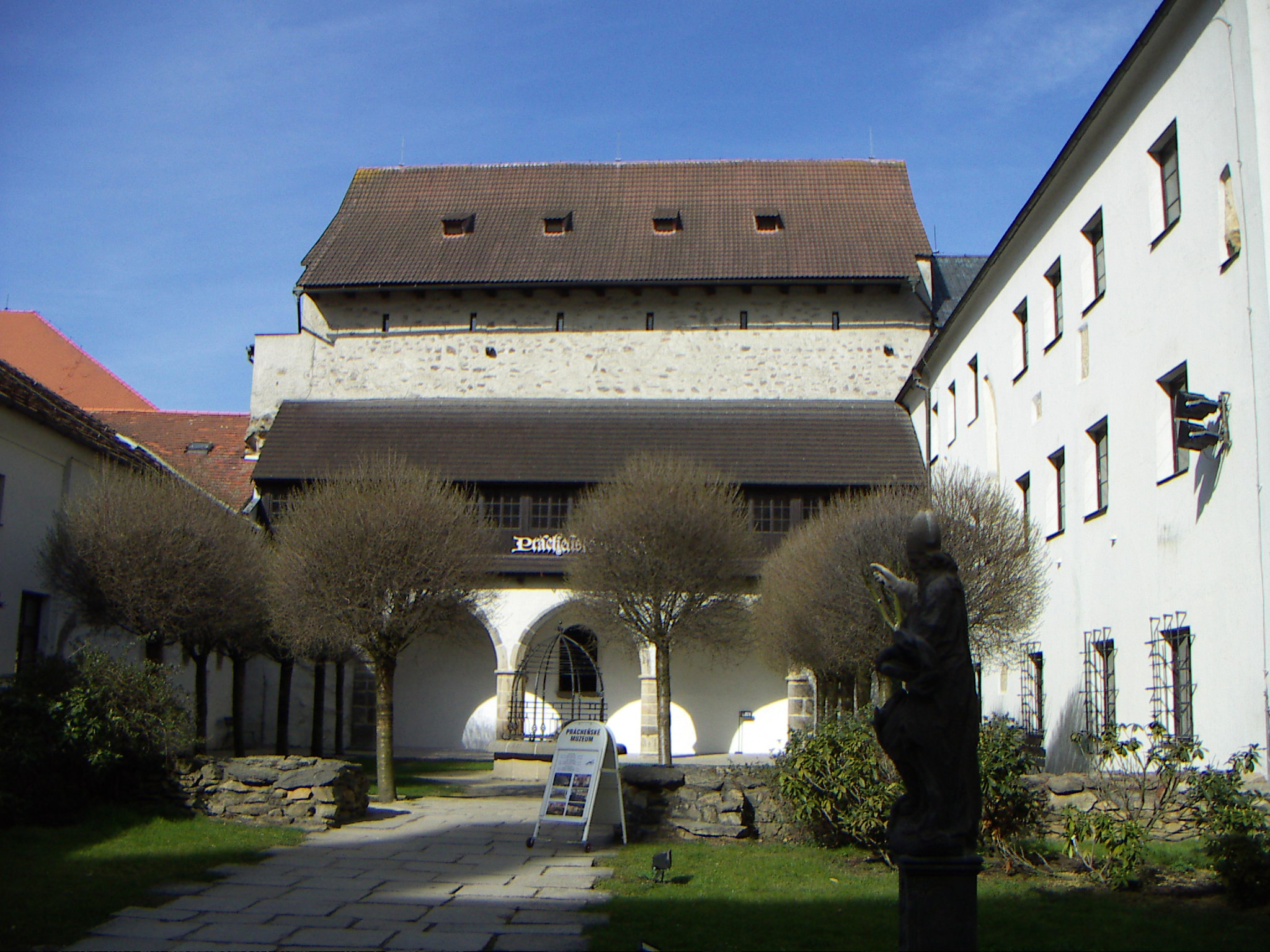
Nádvoří hradu a muzea v Písku
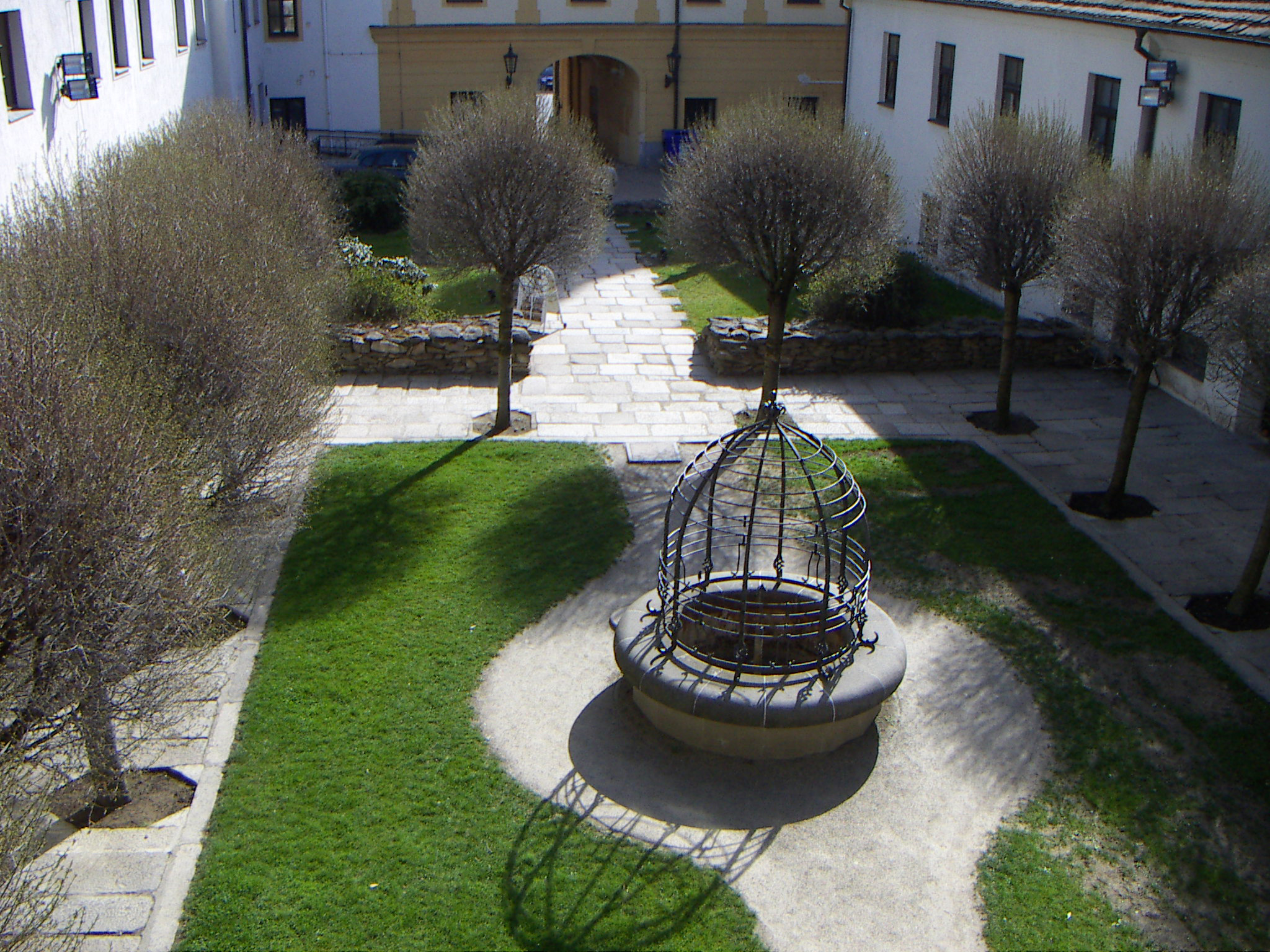
Pohled na nádvoří z píseckého hradu
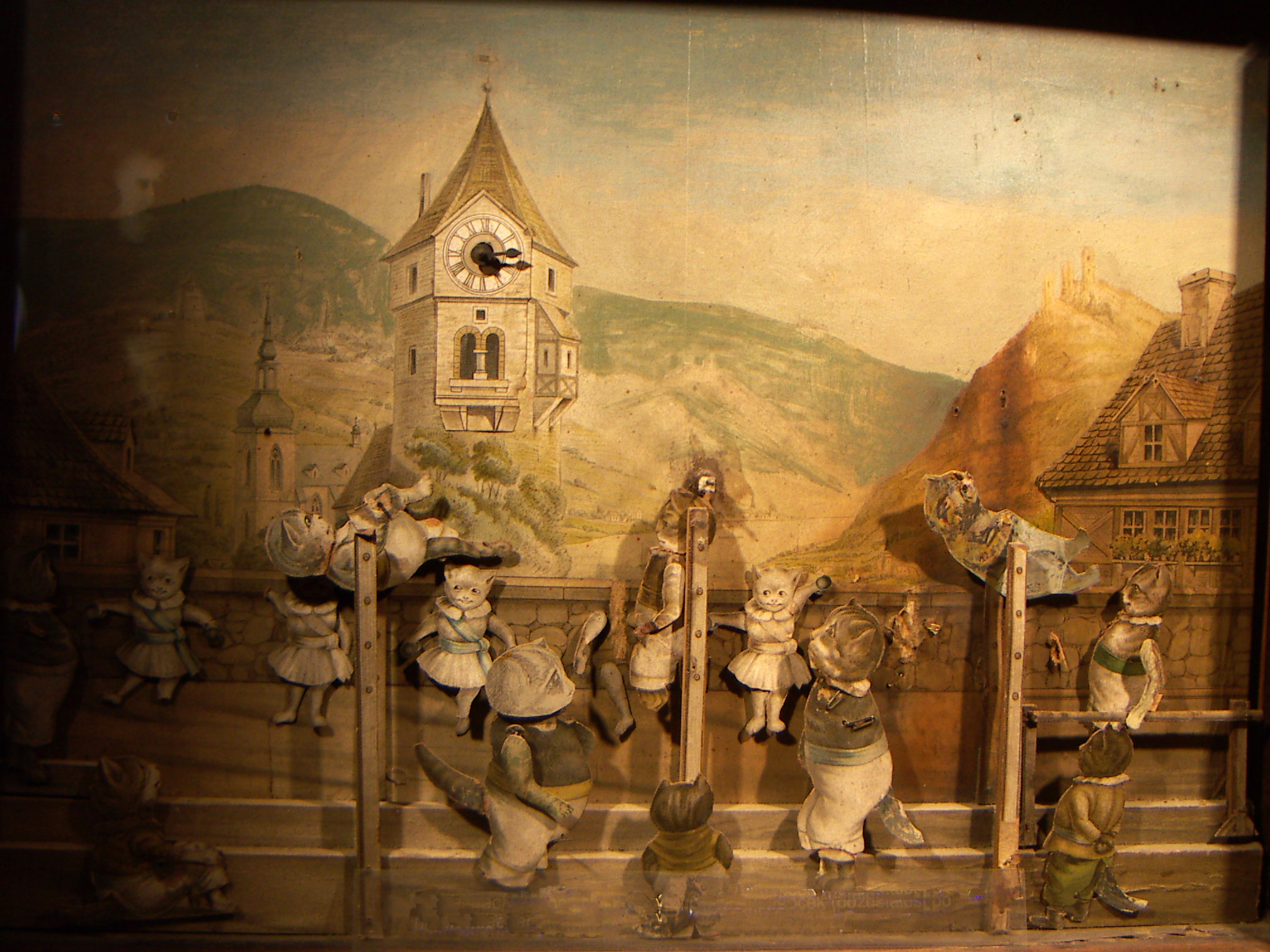
Mechanický obraz koček v píseckém muzeu